# Xalxocotla
Xalxocotla är en ort i Mexiko.   Den ligger i kommunen Tequila och delstaten Veracruz, i den sydöstra delen av landet, 240 km öster om huvudstaden Mexico City. Xalxocotla ligger 1 199 meter över havet och antalet invånare är 369.
Terrängen runt Xalxocotla är varierad. Runt Xalxocotla är det ganska tätbefolkat, med 155 invånare per kvadratkilometer. Närmaste större samhälle är Córdoba, 15,8 km norr om Xalxocotla. I omgivningarna runt Xalxocotla växer i huvudsak städsegrön lövskog.